# Sittiparus
Sittiparus és un gènere d'ocells de la família dels pàrids (Paridae ).

## Taxonomia
Segons la Classificació del Congrés Ornitològic Internacional (versió 11.1, 2021) aquest gènere està format per cinc espècies:
- Sittiparus varius - mallerenga variable.
- Sittiparus owstoni - mallerenga de les Izu.
- Sittiparus olivaceus - mallerenga d'Iriomote.
- Sittiparus castaneoventris - mallerenga de ventre castany.
- Sittiparus semilarvatus - mallerenga frontblanca.